# 种養氣
种養氣（1563年—1589年），號文冈，陕西西安府郃阳县人。明朝政治人物、進士出身。

## 生平
嘉靖癸亥九月十七日生。萬曆十六年（1588年）戊子科陕西鄉試舉人，十七年（1589年）己丑科三甲二百三名進士，都察院觀政，卒。

## 家族
曾祖种积，祖父种益，父种進收。